# Vicky Kalogera
Vassiliki Kalogera (Serres, 15 febbraio 1971) è un'astronoma greca.

## Biografia
Nata nel 1971 a Serres, in Grecia, ha conseguito la laurea in fisica nel 1992 presso l' Università di Salonicco. Successivamente si è specializzata presso l'Università dell'Illinois - Urbana-Champaign, dove ha completato il dottorato in astronomia nel 1997. È entrata a far parte del Harvard-Smithsonian Center for Astrophysics nel 2000 e l'anno successivo è entrata come borsista alla facoltà del Dipartimento di Fisica e Astronomia della Northwestern University.

## Carriera e ricerca
Professoressa alla Northwestern University e direttrice del Centro per l'esplorazione e la ricerca interdisciplinare in astrofisica (CIERA), è un membro di spicco della collaborazione LIGO che ha studiato le onde gravitazionali nel 2015. Kalogera è uno dei principali teorici nello studio delle onde gravitazionali. Oltre allo studio sulle onde gravitazionali le sue ricerche coprono diversi argomenti dell'astrofisica teorica, compreso lo studio di sistemi binari, binarie a raggi X, stelle di neutroni, pulsar millisecondo e buchi neri.
Le sue ricerche coprono una vasta gamma di argomenti di astrofisica teorica, compreso lo studio delle onde gravitazionali rilevate da LIGO, lo sviluppo di modelli per binarie a raggi X e la predizione dei progenitori delle supernovae.
Per gli anni che vanno dal 2022 al 2025, Kalogera è vicepresidente del consiglio di amministrazione dell'Aspen Center for Physics.

## Premi e riconoscimenti
- Premio Annie Jump Cannon per l'astronomia dall'American Astronomical Society, 2002[4]
- Membro dell'American Physical Society, 2008
- Premio Hans A. Bethe, 2016 [5]
- Premio Martin E. e Gertrude G. Walder per l'eccellenza nella ricerca, Northwestern University, 2017
- Premio Dannie Heineman per l'astrofisica, 2018.
- Membro eletto dell'Accademia nazionale delle scienze degli Stati Uniti, 2018 [6]
- Membro eletto dell'American Association for the Advancement of Science, 2019[7]